# Terweł Pulew
Terweł Wenkow Pulew (buł. Тервел Венков Пулев; ur. 10 stycznia 1983) – bułgarski bokser, brązowy medalista olimpijski, dwukrotny amatorski wicemistrz Europy w wadze ciężkiej (2010, 2011). Jest młodszym bratem Kubrata Pulewa.

## Sportowa kariera
Seniorską karierę rozpoczął w 2001 roku w wadze średniej (do 75 kg). W tym samym roku został wicemistrzem Bułgarii. Następnie przeszedł do wagi półciężkiej (do 81 kg), w której również wywalczył wicemistrzostwo kraju (2004), a także bez powodzenia rywalizował na mistrzostwach Europy (2006) i świata (2005).
W 2005 roku zadebiutował w wadze ciężkiej (91 kg) i został w niej mistrzem Bułgarii. Sukces ten powtórzył w 2008 i 2010 roku. W 2009 roku po raz drugi wystąpił na mistrzostwach świata, został jednak wyeliminowany w III rundzie turnieju wagi ciężkiej przez brązowego medalistę olimpijskiego, Kubańczyka Osmaya Acostę.
W 2010 roku podczas mistrzostw Europy w Moskwie osiągnął największy sukces w dotychczasowej karierze, gdy zdobył srebrny medal, ulegając jedynie na punkty Jegorowi Miechoncewowi. W lutym 2011 roku Pulew zwyciężył w rozgrywanym w Pazardżiku prestiżowym Pucharze Strandża, pokonując w finale młodzieżowego mistrza świata, Kubańczyka Leniera Perota. Cztery miesiące później w Ankarze ponownie został wicemistrzem Europy. W finałowej walce przegrał z Teymurem Məmmədovem, gdy trener bułgarskiej kadry, Petyr Lesow nakazał mu nie wychodzić do trzeciej rundy pojedynku w proteście przeciwko rzekomo stronniczemu punktowaniu sędziów.
W kwietniu 2012 roku zapewnił sobie prawo do wyjazdu na igrzyska olimpijskie w Londynie, będąc najlepszym w swojej kategorii wagowej podczas europejskiego turnieju kwalifikacyjnego w Trabzonie. Na igrzyskach olimpijskich w Londynie zdobył brązowy medal w kategorii do 91 kg.